# Sparre av Tofta
Sparre av Tofta är en konventionell benämning, baserad på vapenbild (röd sparre i guldfält), på en medeltida svensk uradel och högfrälsesläkt. 
Dessa äldre Sparrar förde i sitt vapen en röd sparre i gult fält. Samma färger torde lagmännen Arvid Gustafsson d. ä. (f. 1317), Gustaf Arvidsson (d. omkr. 1370) och Arvid Gustafsson d. y. (d. omkr. 1380) ha fört och väl således tillhört samma ätt.
Släkten härstammar från en Sixten, endast känd genom sin son Abjörn Sixtenssons (nämnd 1295–1310) patronymikon. Sixtens hustru Ingrid Abjörnsdotter skrev sig till Voxtorp i Voxtorps socken, Östbo härad. Abjörn Sixtensson (Sparre av Tofta) antas ha upptagit sparrevapnet av sin mor och räknas som släktens stamfar.
Hans son Nils Abjörnsson (Sparre av Tofta) förde en sparre jämte tre rosor, två ovan och en nedan.

## Tidigare ursprung
Den äldre berättelsen om en Nils av Tofta som var med att vinna slaget vid Sparrsätra och var gift med kungen Erik Erikssons syster Märta är med säkerhet en påhittad historia för att styrka senare ättlingars härstamning från det erikska kungahuset och dess stamfader Erik den helige.